# 胡皇后 (北斉後主)
胡皇后（ここうごう、生没年不詳）は、北斉の後主の2人目の皇后。本貫は安定郡臨涇県。

## 経歴
隴東王胡長仁の娘として生まれた。叔母の胡太后（後主の生母）により宮中に入れられ、弘徳夫人に立てられた。左昭儀に進み、後主の寵愛を受けた。572年（武平3年）8月、斛律皇后が廃位されると、陸令萱が穆夫人を皇后に立てようと画策したが、胡太后が許さなかった。祖珽が胡昭儀を皇后に立てるよう請願し、ついに皇后に立てられた。しかし皇后自身は穆夫人が皇后にふさわしいと考え、胡太后の意見に反対したため、胡太后の怒りを買って、その髪を剃られ、家に送り返された。この年の12月に廃位された。後主は胡氏の身を思いやって、事あるごとに物を贈って意を示した。577年（承光元年）1月、胡氏は廃皇后斛律氏とともに宮中に召し入れられたが、数日のうちに鄴は北周軍の攻撃により陥落した。後に胡氏は再嫁した。

## 伝記資料
- 『北斉書』巻9 列伝第1
- 『北史』巻14 列伝第2 后妃下